# Angelica Schwall-Düren

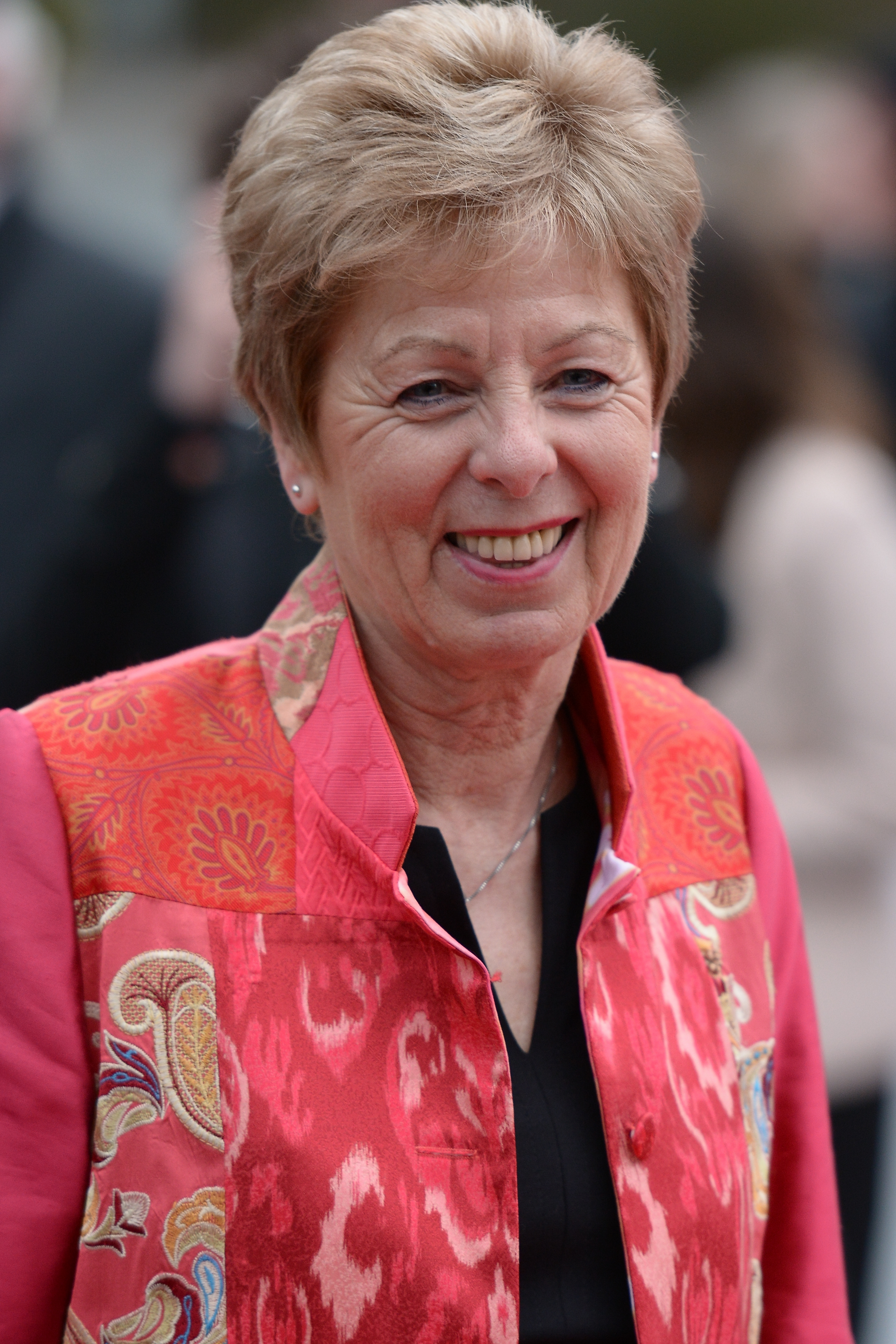
Angelica Schwall-Düren 2015

Angelica Klara Schwall-Düren geb. Düren (* 16. Juli 1948 in Offenburg) ist eine deutsche Politikerin (SPD).
In den Jahren 2002 bis 2010 war sie stellvertretende Vorsitzende der SPD-Bundestagsfraktion. Seit dem 15. Juli 2010 war sie im ersten Kabinett von Ministerpräsidentin Hannelore Kraft als Ministerin für Bundesangelegenheiten, Europa und Medien des Landes Nordrhein-Westfalen. Sie wurde am 21. Juni 2012 für dieses Amt auch in das zweite Kabinett von Ministerpräsidentin Hannelore Kraft berufen und bekleidete dieses Amt bis zum 1. Oktober 2015.

## Leben und Beruf
Nach dem Abitur 1967 in Offenburg absolvierte Angelica Schwall-Düren ein Lehramtsstudium Geschichte, Politikwissenschaft und Französisch in Freiburg im Breisgau, Montpellier und Münster, welches sie 1973 mit dem ersten Staatsexamen für das Lehramt an Gymnasien beendete. Danach war sie als wissenschaftliche Hilfskraft an der Albert-Ludwigs-Universität Freiburg tätig. Im Jahr 1977 erfolgte ihre Promotion zum Dr. phil. an der Universität Freiburg mit der Arbeit Kinder- und Jugendfürsorge im Großherzogtum Baden in der Epoche der Industrialisierung – Entwicklung und Zielsetzung der staatlichen, kommunalen und verbandlichen Fürsorge 1850–1914. Von 1977 bis 1994 war sie als Lehrerin in Ahaus und Gronau tätig. Daneben absolvierte sie von 1985 bis 1992 eine Ausbildung zur Familientherapeutin.
Angelica Schwall-Düren ist Witwe und hat zwei Söhne.

## Partei
Sie trat im Jahr 1976 in die SPD ein und gehörte von 1987 bis 1996 dem SPD-Landesvorstand in Nordrhein-Westfalen an. Von 1990 bis 1996 war sie außerdem Vorsitzende der Arbeitsgemeinschaft sozialdemokratischer Frauen im Bezirk Westliches Westfalen.

## Abgeordnete
Von 1979 bis 1994 gehörte Angelica Schwall-Düren dem Gemeinderat ihres Wohnortes Metelen an.
In den Jahren 1994 bis 2010 war sie Mitglied des Deutschen Bundestages. Hier war sie von 1998 bis 2002 Parlamentarische Geschäftsführerin der SPD-Bundestagsfraktion. Seit Oktober 2002 war sie bis zu ihrem Eintritt in die nordrhein-westfälische Landesregierung am 15. Juli 2010 stellvertretende Fraktionsvorsitzende mit der Zuständigkeit für Angelegenheiten der Europäischen Union.
Angelica Schwall-Düren ist stets über die Landesliste Nordrhein-Westfalen in den Bundestag eingezogen.
Als Vertreterin für das Land Nordrhein-Westfalen ist sie seit 2014 Mitglied im Verwaltungsrat des Deutschlandradios.

## Europapolitik
Schwall-Düren war Mitglied der Europa-Union Parlamentariergruppe im Deutschen Bundestag und engagiert sich für die eine parteiübergreifende Europapolitik. Gemeinsam mit Hans-Ulrich Klose, Eva Högl und Michael Roth stimmte sie am 7. Mai 2010 für das „Rettungspaket“ von Krediten für Griechenland, während sich ihre Fraktion enthielt.

## Deutsch-Polnische Beziehungen
Von 2000 bis 2010 war Schwall-Düren Vorsitzende des Vorstandes des rund 3000 Mitglieder zählenden Vereines Deutsch-Polnische Gesellschaft Bundesverband.